# Liste der Stolpersteine in Nunspeet

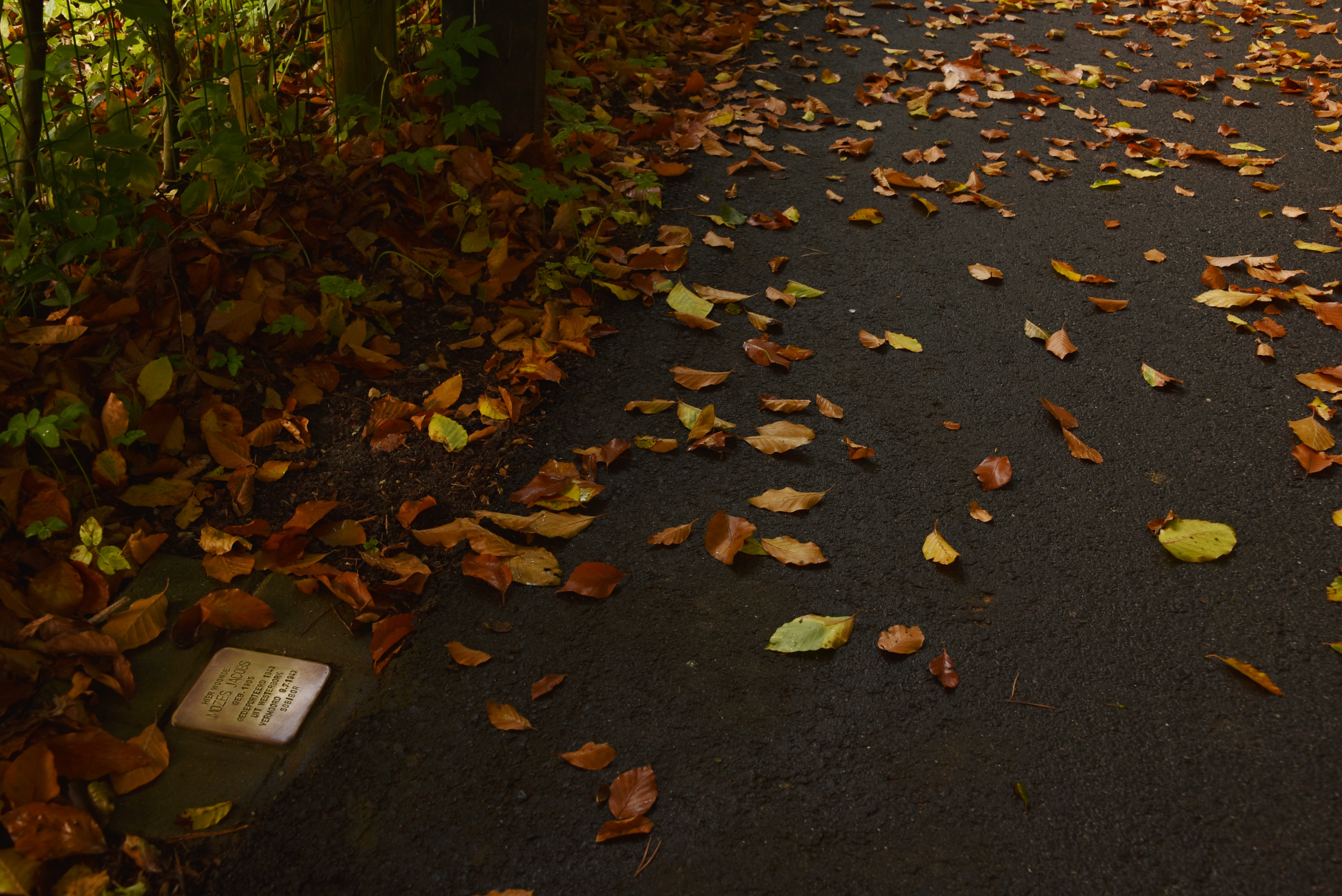
Der erste Stolperstein von Nunspeet

Die Liste der Stolpersteine in Nunspeet umfasst die Stolpersteine, die vom deutschen Künstler Gunter Demnig in Nunspeet verlegt wurden, einer Gemeinde in der niederländischen Provinz Gelderland. Stolpersteine sind Opfern des Nationalsozialismus gewidmet, all jenen, die vom NS-Regime drangsaliert, deportiert, ermordet, in die Emigration oder in den Suizid getrieben wurden. Demnig verlegt für jedes Opfer einen eigenen Stein, im Regelfall vor dem letzten selbstgewählten Wohnsitz.
Der erste Stolperstein von Nunspeet, gewidmet Mozes Jacobs, wurde am 7. Juli 2013 vom Künstler persönlich verlegt.

## Stolperstein
In Nunspeet wurden fünf Stolpersteine an drei Adressen verlegt.
| Stolperstein | Übersetzung                                                                                 | Verlegort                                                        | Name, Leben |
| ------------ | ------------------------------------------------------------------------------------------- | ---------------------------------------------------------------- | --- |
|              | HIER WOHNTE MATTHIJS CANTER GEB. 1866 ERMORDET 23.4.1943 SOBIBOR                            | F.A. Molijnlaan 75 (vor dem Eingang des Hauses in Groenelaantje) | Matthijs Canter (1866–1943) |
|              | HIER WOHNTE JENNY CANTER-LÖWENSTEIN GEB. 1872 ERMORDET 23.4.1943 SOBIBOR                    | F.A. Molijnlaan 75 (vor dem Eingang des Hauses in Groenelaantje) | Jenny Canter-Löwenstein (1872–1943) |
|              | HIER WOHNTE MOZES JACOBS GEB. 1905 DEPORTIERT 1943 AUS WESTERBORK ERMORDET 9.7.1943 SOBIBOR | Hulshorst, Zandhuisweg 84                                        | Mozes Jacobs wurde am 26. November 1905 in Amsterdam geboren. Seine Eltern waren Simon Jacobs und Kaatje Blitz. Im August 1929 heiratete er Sara Sluijs (geboren 1905). Das Paar hatte drei Kinder, geboren 1929, 1931 und 1943. Jacobs war Sportlehrer, im Jahr 1928 nahm er an den Olympischen Spielen teil. Im Jahr 1939 wurde er Sportlehrer in Vierhouten. Kapp zwei Jahre später wurde er entlassen, da er als Jude registriert war, die Registrierung bei der Stadt erfolgte durch den einzigen anderen Juden, der hier lebte. Die Familie zog nach Hulshorst. Seine unverheiratete Schwägerin zog ebenfalls zu ihnen. Mozes Jacobs wurde im Widerstand aktiv. Seine Töchter, seine Frau und seine Schwägerin tauchten unter, jeweils in verschiedenen Orten. Mozes Jacobs wurde im April 1943 verhaftet und am 9. Juli 1943 in Sobibor ermordet. Seine Familie überlebte, sie erfuhr vom Tode Jacobs durch eine Mahnung, dass Erbschaftssteuer zu zahlen wäre. Seine 1943 geborene Tochter Henriette lernte ihren Vater nie kennen. |
|              | HIER WOHNTE JOSEPH LION GEB. 1875 ERMORDET 30.11.1944 AUSCHWITZ                             | Esdoornlaan 8                                                    | Joseph Lion (1875–1944) |
|              | HIER WOHNTE HENRIËTTE LION-HERZ GEB. 1881 ERMORDET 30.11.1944 AUSCHWITZ                     | Esdoornlaan 8                                                    | Henriëtte Lion-Herz (1881–1944) |

## Verlegedaten
- 7. Juli 2013: Zandhuisweg 84
- 27. November 2021: F.A. Molijnlaan 75, Esdoornlaan 8[7][8]